# Gláuber Rodrigues da Silva
Gláuber Rodrigues da Silva (Barra do Piraí, 11 de Novembro de 1983), mais conhecido simplesmente como Gláuber, é um ex-futebolista brasileiro que atuava como meia.

## Carreira
Glauber iniciou sua carreira futebolística nas divisões de base do Volta Redonda Futebol Clube.
Em 2004, ele fez parte do plantel do Voltaço que foi campeão da Série B do Cariocão.
Em 2005, foi campeão da Taça Guanabara, e vice-campeão estadual, sendo um dos destaques do campeonato. Na finalíssima, contra o Fluminense, Gláuber foi decisivo no primeiro jogo (vitória por 4 x 3), sofrendo um pênalti após invadir a área em jogada de muita velocidade.
Após se destacar no Estadual (sendo inclusive eleito para a seleção do campeonato), foi contratado pelo Botafogo para a disputa do Brasileirão. 
| “ | "É um sonho realizado. Espero que eu possa manter aqui o mesmo trabalho que desempenhei em Volta Redonda. Vou continuar trabalhando firme para alcançar coisas ainda maiores. Chego para somar com o grupo, mas vou trabalhar firme para virar titular." | ” |

Durante a competição nacional, Gláuber foi bastante utilizado, tendo participado de mais de 20 jogos, dentre os quais atuou com mais destaque contra o Vasco, dando passe para o gol que garantiu um empate para o Botafogo, já nos minutos finais; e contra o Paysandu, numa vitória de 2 a 0, que contou com mais um gol do barrense, além de outra assistência para gol, dessa vez em um lindo passe com o peito.
Em 2006 teve seu contrato renovado com o clube de General Severiano. Assim, fez parte do plantel do clube que foi campeão estadual naquele ano. Na segunda metade do ano, foi emprestado ao CRB para a disputa da Série B do Brasileirão.
Em 2007, disputou o Cariocão novamente pelo Voltaço. Apesar da boa campanha no estadual (terminou em primeiro lugar do seu grupo na Taça Rio), o Volta Redonda foi derrotado pela Cabofriense na fase semifinal, com Glauber em campo. Na segunda metade do ano, ajudou a equipe a sagrar-se campeão da Copa Rio, e disputou a Série C do Campeonato Brasileiro.
Em 2008, participou do Estadual e da Copa Rio novamente com a camisa do Voltaço. No Estadual, marcou um gol contra o Flamengo.
Em 2009, participou da campanha do Macaé no Estadual, que terminou na 5ª colocação. Na segunda metade do ano, Gláuber defendeu as cores do Fênix de Barra Mansa, vice-campeão da terceira divisão do estadual.
Em 2010, defendeu as cores do Barra Mansa, que disputou a segundona do estadual.
Em 2011, disputou o Cariocão e a Série D do Campeonato Brasileiro com a camisa do Voltaço. Em agosto, recebeu uma placa da diretoria do clube por ser o jogador em atividade que mais vezes vestiu a camisa do Tricolor de Aço.
| “ | "É importante por tudo que aconteceu. Eu fiquei muito feliz, os meus familiares também. Mas independente de eu vestir mais vezes do que outros jogadores a camisa do Volta Redonda, a gente tem que está sempre se dedicando ao máximo para que a gente tenha o reconhecimento do clube e dos torcedores. Isso é bom para o ego do jogador. Temos que pensar sempre em vitória no currículo. Não adiante eu vestir a camisa 1000 vezes e ter 900 derrotas. Por isso a gente tem que deixar uma história aqui no clube, mas uma história vitoriosa." | ” |

Em 2012, foi contratado pelo Aracruz-ES para a disputa da Série D do Campeonato Brasileiro. Num jogo contra o Volta Redonda, Glauber foi o destaque, dando passe para o único gol da partida. Foi contratado em setembro de 2012 pelo Tupi-MG, para a disputa da Série C do Brasileirão.
Em 2013, disputou a Série A2 do Campeonato Paulista pelo São José Esporte Clube. Na partida contra o Monte Azul, fez o primeiro gol de cabeça de sua carreira. Na segunda metade de 2013, retornou ao Voltaço para a disputa da Copa Rio.
Em 2014, disputou o Cariocão novamente pelo Voltaço.
Em 2016, estava no time campeão do Campeonato Brasileiro série D.

### Clubes
| Ano         | Clube                     |
| ----------- | ------------------------- |
| 2002-2005   | Voltaço                   |
| 2005-2006   | Botafogo-RJ               |
| 2006        | CRB-AL                    |
| 2007 - 2008 | Voltaço                   |
| 2008        | Portuguesa-RJ             |
| 2009        | Macaé                     |
| 2009        | Fênix-RJ                  |
| 2010        | Voltaço                   |
| 2010        | Barra Mansa-RJ            |
| 2011 - 2012 | Voltaço                   |
| 2012        | Aracruz-ES                |
| 2012        | Tupi-MG                   |
| 2013        | São José Esporte Clube-SP |

2017 Esporte Clube Comercial-MS

### Estatísticas no Voltaço
| Ano   | Jogos (oficiais) | Gols    |
| ----- | ---------------- | ------- |
| 2002  | 12 jogos         | 0 gols  |
| 2003  | 36 jogos         | 3 gols. |
| 2004  | 18 jogos         | 1 gol   |
| 2005  | 14 jogos         | 2 gols  |
| 2007  | 31 jogos         | 2 gols  |
| 2008  | 25 jogos         | 3 gols  |
| 2010  | 21 jogos         | 2 gols  |
| 2011  | 27 jogos         | 4 gols  |
| 2014  | 16 jogos         | 1 gol   |
| Total | 200 jogos        | 18 gols |

### Conquistas e Honrarias
- 6o maior artilheiro da história do Voltaço, com 18 gols.
- 3o jogador que mais atuou com a camisa do Voltaço, com 200 participações.
- Eleito para a seleção dos melhores do Campeonato Carioca de 2005 pela Federação de Futebol do Rio de Janeiro (FFERJ)[3]

### Títulos
- 2004 - Campeão Campeonato Carioca - Série B (Volta Redonda)
- 2005 - Campeão Taça Guanabara (Volta Redonda)
- 2005 - Vice-Campeão Campeonato Carioca (Volta Redonda)
- 2006 - Campeão Taça Guanabara (Botafogo)
- 2006 - Campeão Campeonato Carioca (Botafogo)[10]
- 2007 - Campeão Copa Rio (Volta Redonda)[28]
- 2016 - Campeão Serie D